# Bogneča vas
Bogneča vas – wieś w Słowenii, w gminie Mokronog-Trebelno. W 2018 roku liczyła 64 mieszkańców.